# Овендејл (Мичиген)
Овендејл (енгл. Owendale) град је у америчкој савезној држави Мичиген.

## Демографија
По попису из 2010. године број становника је 241, што је 55 (-18,6%) становника мање него 2000. године.
| Група             | 2000.       | 2010.       |
| Белци             | 256 (86,5%) | 228 (94,6%) |
| Афроамериканци    | 0 (0,0%)    | 0 (0,0%)    |
| Азијати           | 2 (0,7%)    | 0 (0,0%)    |
| Хиспаноамериканци | 34 (11,5%)  | 7 (2,9%)    |
| Укупно            | 296         | 241         |